# Phasia yunnanica
Phasia yunnanica là một loài ruồi trong họ Tachinidae.